# 就是援交
《就是援交：援交男女的故事及社會分析》，簡稱《就是援交》，是性工作者相關團體紫藤和午夜藍合編的書籍，於2010年12月經Z Publishing Co出版。

## 背景
2007年，香港市民開始借用源自日本的外來語援交。次年王嘉梅命案發生後，它成為了當地社會的關注議題。社會大眾對從事援交的青年抱有刻板印象——認為他們欠缺道德，想用錢換取名氣。政府及社會服務機構亦在王嘉梅命案後對此有所應對。
紫藤、午夜藍、青躍為了增加社會對從事援交的青年的了解，而用了2年時間訪問了7名從事援交的青年，當中5人是女性，2人是男性。由他們訴說自己為何從事援交及有關經驗。然後以此為基礎，輯錄成《就是援交》。紫藤總幹事吳雅姍認為，這能補充主流話語中所欠缺的第一身視角。

## 內容
《就是援交》收錄了7名於香港從事援交的青年的經歷，他們各有其背景及從事援交的原因。例如有的是為了償還香港政府學生資助辦事處借給他們的高等教育學費而從事援交，有的則是為了家人的醫藥費。不過他們都稱從事援交是他們的選擇，除能提供較高的收入外，當中有4宗個案同時視援交是「興趣」或「遊戲」，但亦有人把援交視為工作看待。除此之外，他們還講述了自己從事援交時的風險，如被勒索、客人拒絕給錢、警察拘捕他們並向法庭給予假口供。之後著作加入了吳敏倫、湯禎兆、兪若玫等人分析援交行為的文章。

## 評價
香港浸會大學社會學系的黃結梅和《澳門日報》的子嬰皆形容《就是援交》能打破人們對援交的刻板印象，指他們的經歷反映了與不少人相關的社會環境。黃結梅更籍著作中的故事帶出社會保障不足和學歷貶值的問題——指香港的高等教育擴張速度超過市場所能提供的相符職位，致使大量受過高等教育的青年從事較低待遇的工作；香港政府奉行新自由主義和家庭主義，強調家庭成員互相關顧，令「健全的社會保障制度遙遙無期」。子嬰則認為他們的經歷「讓人既感動又反思」。